# اسماعیل‌آباد (بخش مرکزی رفسنجان)
اسماعیل‌آباد، روستایی از توابع بخش مرکزی شهرستان رفسنجان در استان کرمان ایران است.

## جمعیت
این روستا در دهستان اسلامیه قرار دارد و براساس سرشماری مرکز آمار ایران در سال ۱۳۸۵، جمعیت آن ۷۴۵ نفر (۱۸۷ خانوار) بوده‌است.